# Kevin Sacre
Kevin Bignell (Londres, Inglaterra; 23 de marzo de 1978), más conocido como Kevin Sacre, es un actor británico conocido por haber interpretado a Jake Dean en la serie Hollyoaks.

## Biografía
En 2004 comenzó a salir con la actriz Ali Bastian; sin embargo, la relación terminó en 2006. En 2007 salió con la actriz Claire Cooper. Ese mismo año comenzó a salir con la bailarina profesional Camilla Dallerup, con quien se casó en Ibiza el 29 de julio de 2010.

## Carrera
En 2001 se unió al elenco de la serie Night and Day, donde interpretó a hasta 2002. En diciembre de 2008, interpretó el papel principal en la obra Aladin.
El 9 de octubre de 2002, se unió al elenco principal de la exitosa serie británica Hollyoaks, donde interpretó a Jake Dean hasta 2008; posteriormente regresó a la serie el 5 de octubre de 2009 y su última aparición fue el 6 de agosto de 2010.

## Filmografía

### Series de televisión
| Año         | Título                 | Personaje    | Notas                   |
| ----------- | ---------------------- | ------------ | ----------------------- |
| 2014        | 5 Aside                | Rob Carter   | 4 episodios - miniserie |
| 2002 - 2010 | Hollyoaks              | Jake Dean    | 138 episodios           |
| 2004        | Hollyoaks: After Hours | Jake Dean    | tv serie                |
| 2001        | Night & Day            | Dennis Doyle | episodio # 1.1          |

### Teatro
| Año  | Obra    | Personaje | Teatro                   |
| ---- | ------- | --------- | ------------------------ |
| 2008 | Aladdin | -         | Sheffield Lyceum Theatre |